# 木材利用ポイント事業
木材利用ポイント事業（もくざいりようポイントじぎょう）は、農林水産省管轄の林野庁が、2012年（平成24年）度の補正予算で行った事業である。事業予算は410億円。

## 概要
木材利用ポイント事業は、地球温暖化防止および循環型社会の形成による経済の活性化、農山漁村地域の振興を目的として、対象地域材を活用した木造住宅の新築や内装・外装の木質化工事、木材製品や木質ペレットストーブ・薪ストーブを購入した者に対して一定の木材利用ポイントを付与し、これを使って地域の農林水産品等と交換できるようにするという制度である。

## 木材利用ポイント付与の対象
木材利用ポイント事業でポイント発行の対象となるものについては、木造住宅の新築・増築・購入、内装・外装木質化工事、木材製品及び木質ペレットストーブ・薪ストーブの購入となっており、以下の通り指定されている。
1. 木造住宅の新築・増築・購入および内装・外装木質化工事
「工事着手」期間は2013年（平成25年）4月1日から2014年（平成26年）3月31日まで
2. 木材製品および木質ペレットストーブ・薪ストーブの購入
「購入」期間は2013年（平成25年）7月1日から2014年（平成26年）3月31日まで
「購入」期間は2013年（平成25年）10月1日から2014年（平成26年）3月31日まで

## ポイント付与のための必要書類等
ポイント付与及びこれを利用した様々な商品との交換を行うに当たっては、以下の書類が必要となる。

### 木造住宅（棟別申請）
1. 木材利用ポイント 発行・交換申請書
2. 木材利用ポイント 工事証明書
3. 木材利用ポイント 納品証明書
4. 工事請負契約書又は売買契約書のコピー
5. 建築基準法に基づく確認済証または建築工事届のコピー
6. 竣工写真または建築基準法に基づく検査済証のコピー
7. 対象地域材の表示に関する写真を各1枚
8. 申請者の確認ができる書類

### 内装・外装木質化
1. 木材利用ポイント 発行・交換申請書
2. 木材利用ポイント 工事証明書
3. 木材利用ポイント 納品証明書
4. 工事請負契約書又は領収書のコピー
5. 工事写真
6. 申請者の確認ができる書類

代理申請する場合に必要な添付書類として、代理申請者の確認ができる書類のコピー。
特定被災地区域の場合の必要な書類として、り災証明書。
即時交換を利用する場合は、即時交換申請書、即時交換対象工事写真、即時交換申請書（振込口座登録用）、通帳のコピーが別途必要。
即時交換とは、木材利用ポイントの付与対象となる工事と同じく実施する別の木材を使った工事費用に対してポイントを充当することをいう。木造住宅及び内装・外装木質化のみが対象となり、同じ登録工事業者が工事を実施し、必ず申請窓口で申請しなければならない。

### 木材製品及び木質ペレットストーブ・ 薪ストーブ
1. 木材利用ポイント 発行・交換申請書
2. 木材利用ポイント 対象製品証明書
3. 領収書の原本
4. 申請者の確認ができる書類

木材製品及び木質ペレットストーブ・ 薪ストーブの場合の申請受付は郵送のみとなっている。

## ポイント付与額
対象となる木造住宅の新築・増築・購入、内装・外装木質化工事、木材製品及び木質ペレットストーブ・薪ストーブの購入ごとに付与される木材利用ポイント点数は、下記の通りである。1ポイントあたり1円に相当する。付与されたポイントを商品等へ交換申請できるのは2014年（平成26年）10月31日までである。
- 木造住宅（棟別申請）
木造住宅（棟別申請）の新築、増築又は購入したときのポイント付与額は、1棟当たり30万ポイントとなっている。なお、東日本大震災の特定被災区域内に住宅を新築、増築又は購入した場合のポイント付与額は、1棟あたり50万ポイントである。
- 内装・外装木質化
内装・外装木質化工事の合計ポイント上限額は30万ポイントである。
- 木材製品
登録された木材製品がポイントの発行対象になる。発行ポイント額は、登録された木材製品ごとに異なる。
- 木質ペレットストーブ・薪ストーブ
登録された木質ペレットストーブ・薪ストーブがポイントの発行対象になる。発行ポイント額は、登録された木質ペレットストーブ・薪ストーブごとに異なる。

## 交換できる商品
交換できる商品は、地域の農林水産品等・農山漁村地域における体験型旅行、一般型商品券・プリペイドカード、農林水産品関連商品券、地域・中小企業型商品券に分けられる。また、森林づくり・木づかい活動に対する寄附、被災地に対する寄附への交換や即時交換にも充当できる。ただし、全国商品券・プリペイドカード（農林水産品関連商品券は除く）への交換ならびに即時交換を行う場合は、付与されたポイントの50%を上限にするという制約がある。
1. 地域の農林水産品等
食料品（米／穀類、肉類、卵／乳製品、魚介類、野菜／林産物／果物、加工食品／惣菜／調味料、菓子／デザート、飲料、酒類、詰合せ）
伝統的工芸品（染織品、陶磁器、漆器、木工・竹工品、金工品、文具・和紙）
地域の木材を使用した家具（ベッド、ダイニングセット、机、イス／スツール／ベンチ、ソファ、ボード／サイドボード、箪笥／チェスト／棚）
木材製品（キッチン／日用品雑貨、生活雑貨、玩具、園芸用品）
カートン飲料
その他地域の農林水産品等（ファッション／小物）
2. 農山漁村地域における体験型旅行
3. 一般型商品券・プリペイドカード
流通系商品券
流通系プリペイドカード
クレジット系商品券
旅行宿泊券
カタログギフト券
生活関連券
4. 農林水産品関連商品券
お米券
たまご券
お肉券
お花券
お食事券
その他
5. 地域・中小企業型商品券
6. 森林づくり・木づかい寄付
7. 復興寄付
県・市町村への寄付
東日本大震災の被災地支援寄付
ボランティア・ＮＰＯ活動支援に対する寄付

各商品等の詳細は、各交換商品提供事業者のホームページを見るか各事業者に電話で問い合わせることになっている。商品券等には、使用可能範囲や有効期限に定めがあるので、交換申請の前に確認が必要である。

## 申請窓口
木材利用ポイントに関する申請手続きの窓口が、各都道府県の約700箇所に設置されている。木造住宅（棟別申請）及び内装・外装木質化の場合には、この申請窓口に申請書類を持参して提出することができる。
即時交換を利用する場合には、必ずこの申請窓口で申請を行わなければならない。（郵送での申請は不可）木材製品及び木質ペレットストーブ・ 薪ストーブの申請書類の提出は、郵送のみとなっている。

## 沿革
- 2013年（平成25年）
  - 2月26日 - 平成24年度補正予算の成立により木材利用ポイント制度の実施が決定
  - 7月1日 - 木材利用ポイントの交換受付開始